# ویژنا (ناحیه پلهریموف)
ویژنا (به چکی: Věžná) یک منطقهٔ مسکونی در جمهوری چک است که در ناحیه پلهریموو واقع شده‌است. ویژنا ۵٫۳۹ کیلومتر مربع مساحت و ۱۲۶ نفر جمعیت دارد و ۵۶۶ متر بالاتر از سطح دریا واقع شده‌است.